# Crytea albitrochanterata
Crytea albitrochanterata là một loài tò vò trong họ Ichneumonidae.